# Мазухувка
Мазухувка (пол. Mazuchówka, нім. Masuchowken, 1936-45: Rodental) — село в Польщі, у гміні Видміни Гіжицького повіту Вармінсько-Мазурського воєводства.
Населення — 484 особи (2011).
У 1975-1998 роках село належало до Сувальського воєводства.

## Демографія
Демографічна структура станом на 31 березня 2011 року:
|          | Загалом | Допрацездатний вік | Працездатний вік | Постпрацездатний вік |
| -------- | ------- | ------------------ | ---------------- | -------------------- |
| Чоловіки | 244     | 63                 | 168              | 13                   |
| Жінки    | 240     | 52                 | 149              | 39                   |
| Разом    | 484     | 115                | 317              | 52                   |